# Розмежування тверді та води (Мікеланджело)
«Розмежування тверді та води» (італ. Separazione della terra dalle acque) — фреска Мікеланджело Буонарроті на стелі Сикстинської капели (Ватикан), створена ним близько 1511 року. Це — третя сцена із «Буття».

## Опис
Розмежування тверді та води відбувалося на другий день творіння[а]. Бог летить над водою, огорнений у пурпуровий плащ, руки витягнені й розведені в сторони. Його у польоті підтримують три ангели. Небо дуже чисте. Творець дивиться вниз, на своє творіння.
Кольорова гама не дуже широка — відтінки пурпурового, білий, блакитний, сірий.
Про майстерність виконання цієї сцени Вазарі висловився так: «(…) чудові фігури виконано з такою гостротою розуму, якої могли досягти тільки божественні руки Мікеланджело».

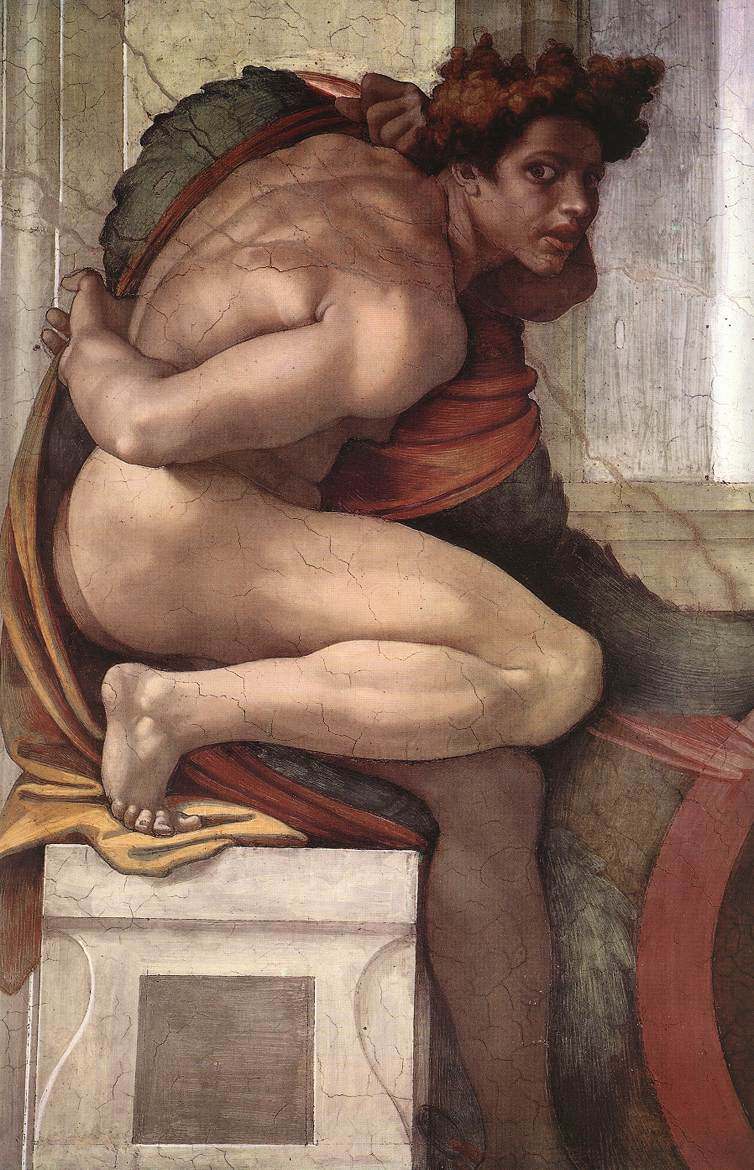
Юнак (інюді) під лівою рукою Бога
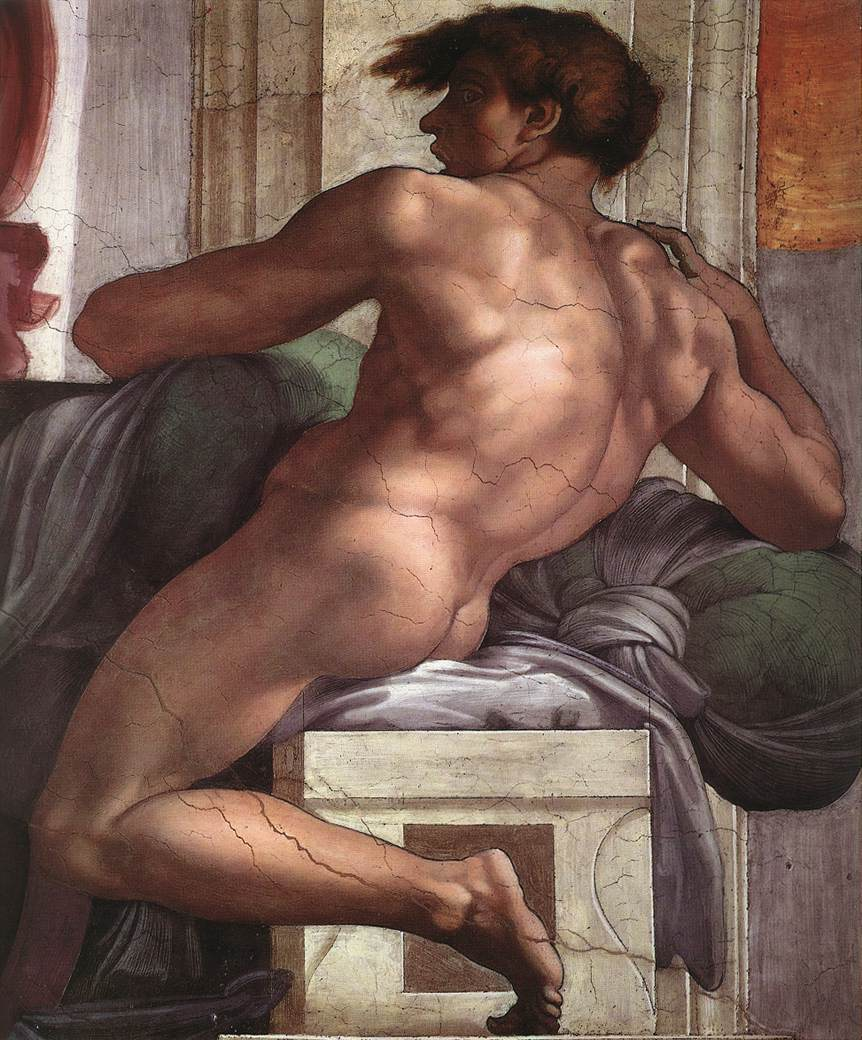
Юнак під правою рукою Бога
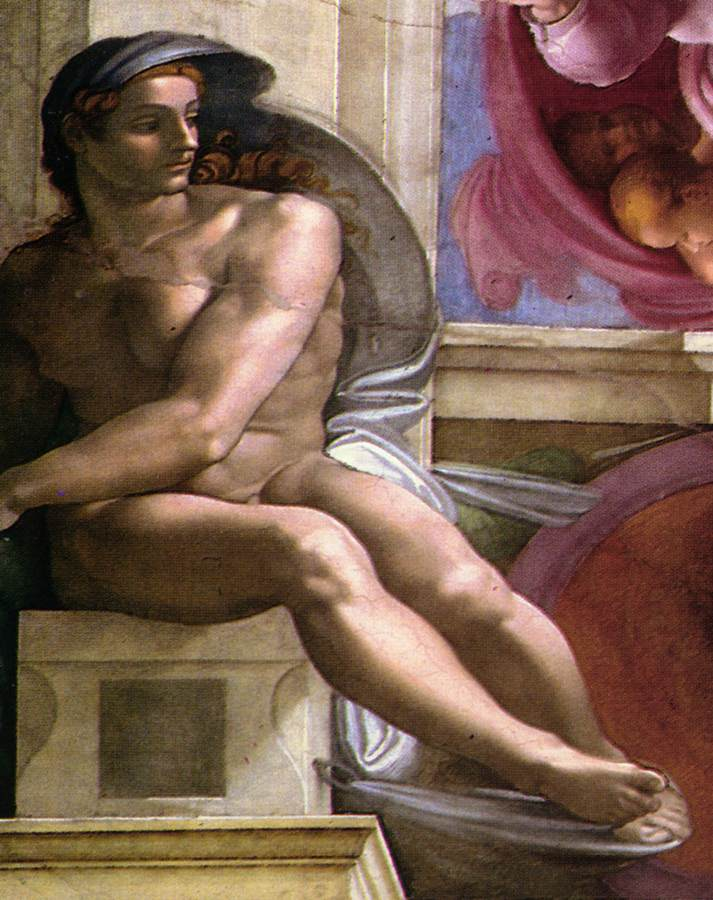
Юнак над правою рукою Бога
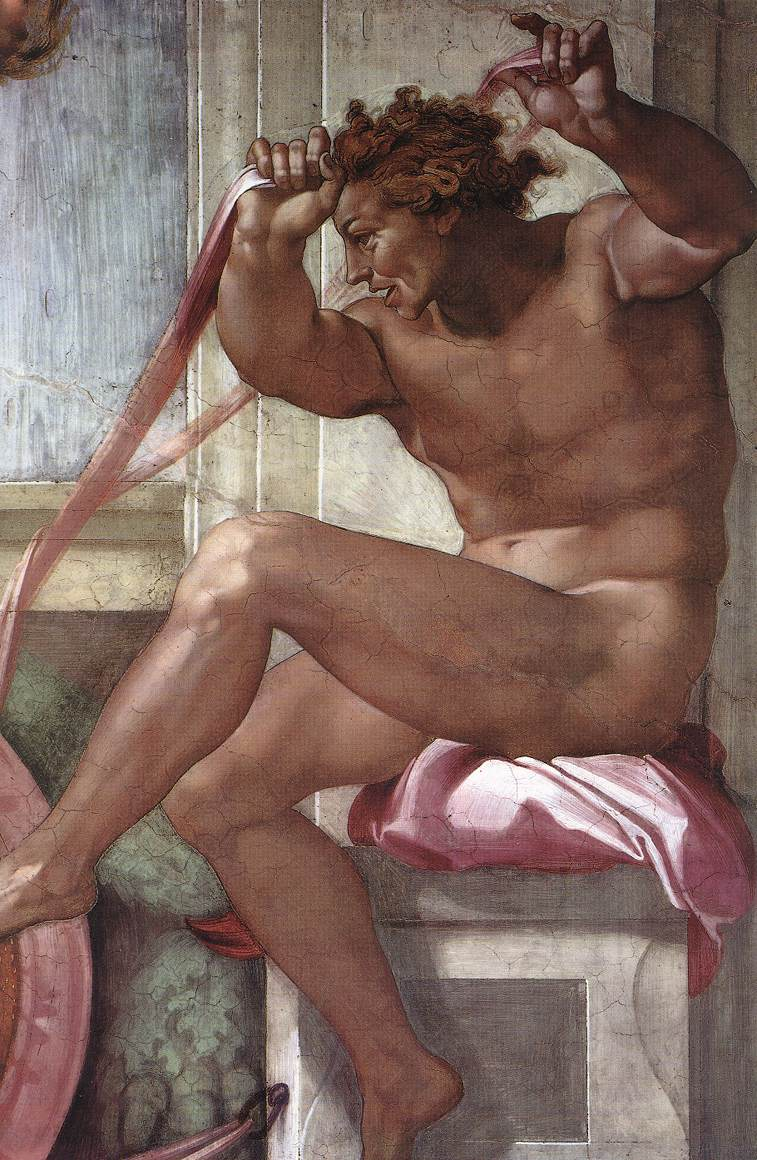
Юнак над лівою рукою Бога
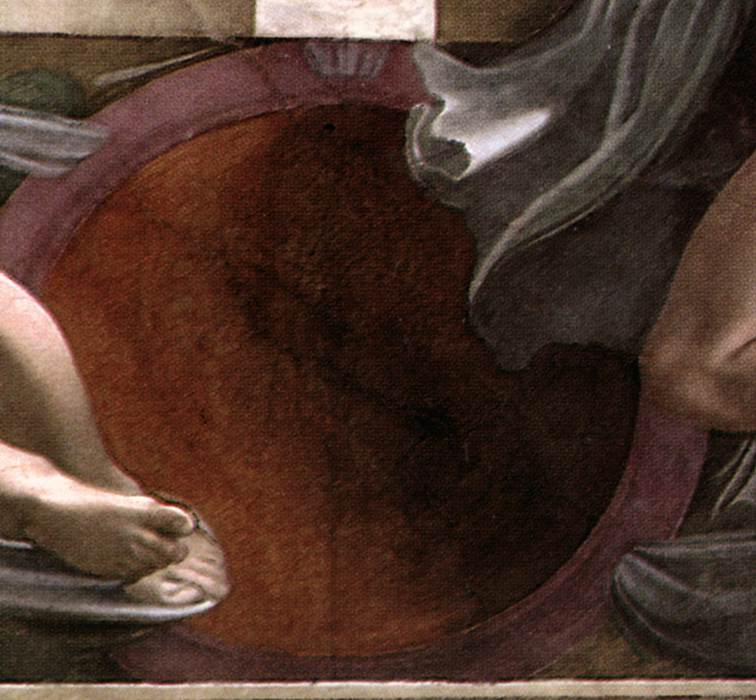
Порожній медальйон
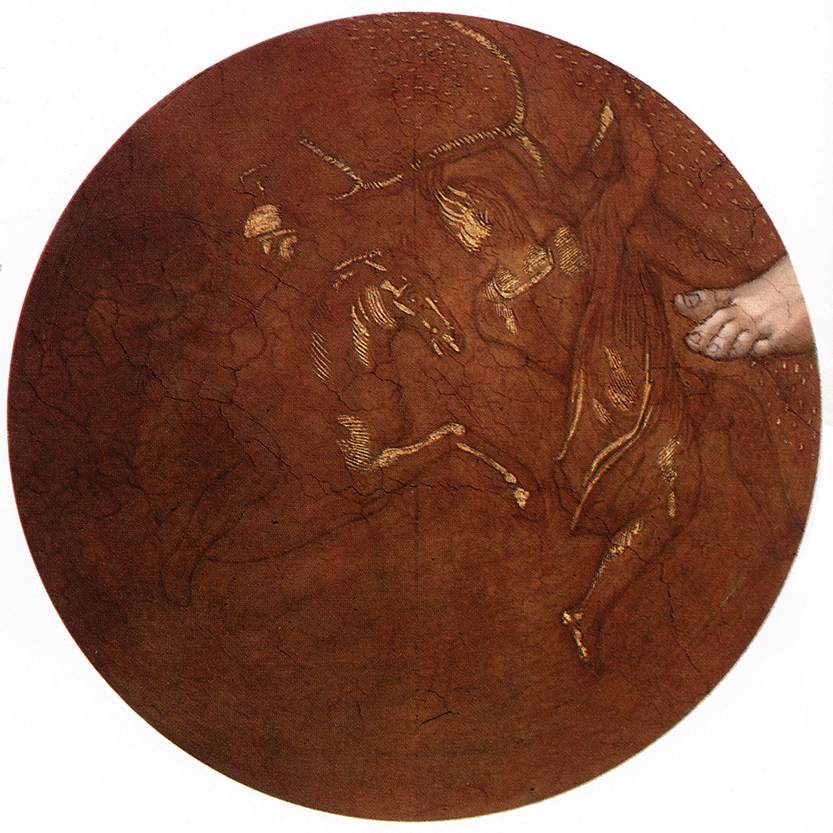
Медальйон зі сценою «Смерть Авесалома»

## Виноски
1. ↑  Вазарі, 1970, с. 332.